# Série 64 SNCB
La série 64 est une série de locomotives Diesel de ligne légère, dite "de troisième génération" de la SNCB munie d’un moteur Cockerill et d’une transmission hydraulique. Elles sont apparues en 1961 et ont été radiées dans les années 1980.

## Historique

### Origines
Après avoir essayé la traction diesel sur des autorails et locomotives de manœuvre puis avoir commandé leurs premières locomotives diesel de ligne (locomotives lourdes Série 52, 53, 54 et locomotives moyennes Série 59), les principaux flux de trafic avaient été repris à la vapeur, mais de nombreux panaches s'élevaient encore sur les lignes secondaires. La SNCB mit au point la génération suivante qui devait comporter des locomotives lourdes (Série 51 et Série 55) mais aussi des engins de taille moyenne destinés à remplacer la traction à vapeur sur les lignes secondaires.
La SNCB commanda à l'industrie quatre séries de 6 locomotives prototypes, d'une part en transmission Diesel-électrique, d'autre part en diesel-hydraulique, et dans les deux cas chez les deux principaux constructeurs : Cockerill et la Brugeoise et Nivelles (BN).
- La Série 212 (puis 62/63) construite par BN possédait un moteur General Motors et une transmission diesel-électrique
- La Série 213 (puis 65 et plus tard 75) du même constructeur utilisait le même moteur et la même caisse mais avec une transmission hydraulique.
- Les deux autres, construites par Cockerill furent la Série 210, future série 60 et 61 et la Série 211 (puis 64), très proche mais avec une transmission hydraulique[2].

Les Séries 210 prototypes avec moteur Baldwin et les Séries 211 seront mises en service en 1961 et 1962. Les locomotives Série 211 possédaient, outre une transmission diesel-électrique, un aspect extérieur différent avec des nez plus courts et moins anguleux, ainsi qu’une livrée où la bande jaune médiane s’élargit et s’interrompt à la hauteur des coquilles de phares. Sur les Séries 51 et 60 prototypes, cette bande était continue sur les faces avant.
Comme pour les Séries 212 construites par BN, des essais montrèrent que la version à transmission électrique était nettement plus fiable que celle à transmission hydraulique. Il fut donc décidé de poursuivre sa production en série mais avec plusieurs différences notables : 
- Les six prototypes présentent une carrosserie dérivée des Série 51, mais raccourcie. Elles furent construites avec un moteur Baldwin comme celui des série 59.
- Les 85 suivantes constituent les engins de série munies d’une version construite sous licence et modifiée par Cockerill du moteur Baldwin et ont un aspect assez différent avec une caisse et une livrée inspirées par celle des locomotives Type 211 mais sans hublots dans la salle des machines.
- Les 15 dernières reçurent un système de régulation électronique du moteur

Quant à la série 211, sa production ne fut pas poursuivie. Avec le changement de numérotation de 1971, elles seront renumérotées dans la Série 64 de la SNCB.

### Utilisation
Vu sa puissance réduite et ses problèmes de fiabilité, la série sera spécialisée dans la traction de trains de voyageurs courts sur lignes faciles et de trains de marchandises courts. 
Elles furent d’abord affectées au dépôt de Schaerbeek puis seront mutées à Hasselt en 1966, et utilisées aux côtés des locomotives Série 65, également munies d’une transmission diesel-hydraulique.  
À partir des années 1980, l’électrification du réseau progressant, les locomotives diesel se retrouvèrent en surnombre, et il fut décidé de retirer du service une partie de la flotte en commençant par les prototypes et petites séries afin d’homogénéiser la flotte et de réduire les frais de maintenance. La Série 64, peu fiable et peu puissante, aura l’honneur douteux d’être la première série de locomotives de ligne belges à disparaître, puisque les 5 exemplaires encore en service seront radiés en bloc en 1983.

### Machines particulières
À l’origine, elles ne possédaient que deux feux à chaque extrémité. Pour obtenir un feu rouge, il fallait disposer un film rouge transparent dans les coquilles de phares. Par la suite, elles recevront des coquilles de phare doubles avec feux blancs et rouges disposés côte à côte.
La 6406 fit partie des rares locomotives diesel belges qui ne reçurent jamais les doubles phares, malgré une longue carrière, elle conserva cet état jusqu’à sa mise à la retraite et sa livrée dut être adaptée dans les années 1970.

### Préservation

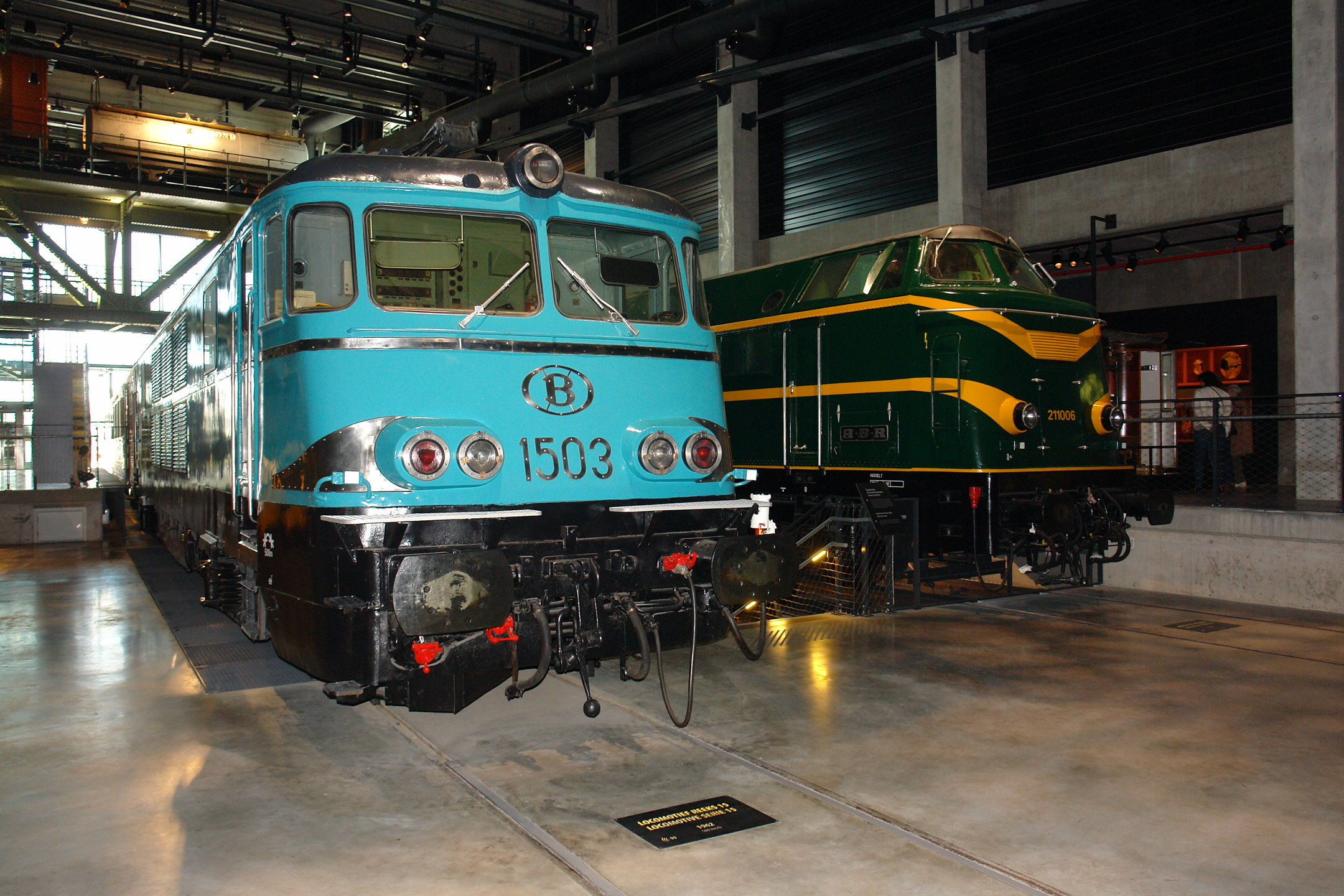
La 211.006 et la 1503 au musée Train World

Cinq exemplaires de cette série ont été démolis mais la dernière de la série, la 6406, fut préservée grâce à son aspect plus proche de l’origine (simples phares).
Elle est désormais préservée au musée Train World, restaurée en livrée d’origine